# DDR-Leichtathletik-Meisterschaften 1980
Die DDR-Leichtathletik-Meisterschaften wurden 1980 zum 31. Mal ausgetragen und fanden vom 16. bis 18. Juli erstmals im Cottbuser Max-Reimann-Stadion statt. Die Meisterschaft diente als letzte Generalprobe für die am 24. Juli beginnenden Leichtathletikwettbewerbe bei den Olympischen Spielen 1980 in Moskau. Erstmals mit auf dem Programm stand bei den Frauen der Siebenkampf, der aus dem Fünfkampf hervorging.
Bei den Männern gelang es elf Athleten (Hoff (200 m), Schaffer (400 m), Straub (1500 m), Cierpinski (10.000 m), Munkelt (110 m Hürden), Weber (Stabhoch), Hufnagel (Drei), Beyer (Kugel), Schmidt (Diskus), Steuk (Hammer) und Michel (Speer)) ihren Titel aus dem Vorjahr zu verteidigen, was bei den Frauen sechs Athletinnen (Göhr (100 m), Wartenberg (1500 m), Ackermann (Hoch), Slupianek (Kugel), Jahl (Diskus) und Fuchs (Speer)) gelang.
Für neue DDR-Rekorde sorgten die 19-jährige Anke Vater im Siebenkampf und Johanna Klier bei einem Einladungslauf über 100 Meter Hürden. Weitere Bestzeiten wie die von Marlies Göhr im 100-Meter-Lauf, fielen den meist irregulären Windbedingungen zum Opfer. Ihre Zeit von 10,79 s bedeuteten Weltrekord, jedoch betrug der Rückenwind 3,3 m/s anstatt der zulässigen 2,0 m/s.
Für ihre hervorragenden Leistungen bei den Meisterschaften erhielten die beiden Dynamo-Sportler Kugelstoßerin Ilona Slupianek und Diskuswerfer Wolfgang Schmidt die Ehrenpreise des Generalsekretärs des ZK der SED und Vorsitzenden des Staatsrates der DDR, Erich Honecker.
Wie üblich wurden aus zeitlichen oder organisatorischen Gründen verschiedene Wettbewerbe aus dem Programm der in Cottbus stattfindenden Hauptveranstaltung ausgelagert und an andere Orte zu anderen Terminen vergeben. In diesem Jahr waren dies der Marathonlauf, das 20-km-Gehen und wie jedes Jahr die Crossläufe.
Die erfolgreichste Athletin in diesem Jahr war mit zwei gewonnenen Goldmedaillen die Cottbuserin Petra Pfaff. Mit insgesamt 5 Gold-, 2 Silber- und 2 Bronzemedaillen war der SC Cottbus die erfolgreichste Mannschaft der Meisterschaften.

## Hauptveranstaltung

### Männer

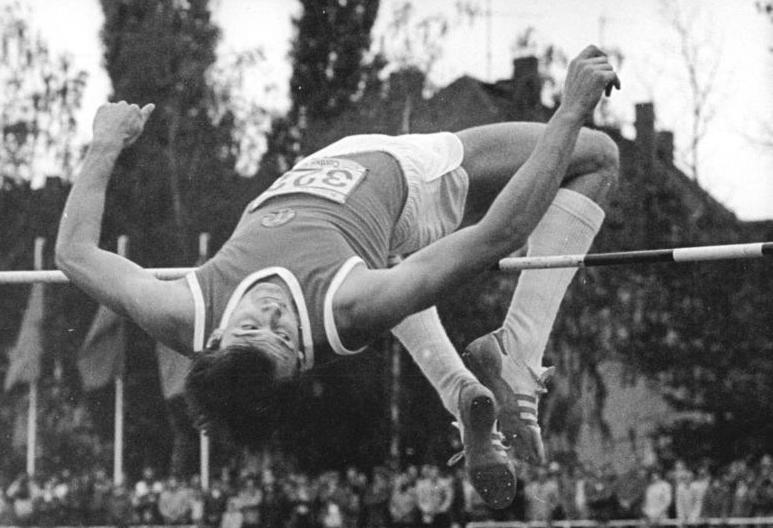
Gerd Wessig gewann im Hochsprung mit persönlicher Bestleistung von 2,30 m.

| Disziplin        | Gold                                                                       | Gold        | Silber                                                                    | Silber      | Bronze                                                                      | Bronze      |
| 00100 m          | Eugen Ray SC Chemie Halle                                                  | 10,14 s     | Sören Schlegel SC Karl-Marx-Stadt                                         | 10,28 s     | Thomas Munkelt SC DHfK Leipzig                                              | 10,31 s     |
| 00200 m          | Bernhard Hoff SC Chemie Halle                                              | 20,39 s     | Olaf Prenzler SC Magdeburg                                                | 20,55 s     | Frank Hollender SC Dynamo Berlin                                            | 21,13 s     |
| 00400 m          | Frank Schaffer ASK Vorwärts Potsdam                                        | 46,12 s     | Frank Richter SC DHfK Leipzig                                             | 46,47 s     | Andreas Knebel SC Magdeburg                                                 | 46,54 s     |
| 00800 m          | Detlef Wagenknecht SC Dynamo Berlin                                        | 1:46,9 min  | Jürgen Straub ASK Vorwärts Potsdam                                        | 1:47,6 min  | Bernd Wulf SC Traktor Schwerin                                              | 1:47,6 min  |
| 01500 m          | Jürgen Straub ASK Vorwärts Potsdam                                         | 3:39,7 min  | Andreas Hauck ASK Vorwärts Potsdam                                        | 3:44,6 min  | Günter Ruth SC DHfK Leipzig                                                 | 3:44,9 min  |
| 05000 m          | Jörg Peter SC Einheit Dresden                                              | 13:51,5 min | Klaus-Peter Weippert SC Empor Rostock                                     | 14:03,4 min | Klaus-Dieter Schiemenz ASK Vorwärts Potsdam                                 | 14:03,7 min |
| 10.000 m         | Waldemar Cierpinski SC Chemie Halle                                        | 28:51,2 min | Klaus-Dieter Schiemenz ASK Vorwärts Potsdam                               | 29:07,1 min | Axel Bredow SG Dynamo Adlershof                                             | 29:13,4 min |
| 110 m Hürden     | Thomas Munkelt SC DHfK Leipzig                                             | 13,41 s     | Thomas Dittrich SC Karl-Marx-Stadt                                        | 13,66 s     | Andreas Schlißke SC Karl-Marx-Stadt                                         | 13,83 s     |
| 400 m Hürden     | Volker Beck SC Turbine Erfurt                                              | 49,52 s     | Uwe Ackermann SC Karl-Marx-Stadt                                          | 50,25 s     | Andreas Münch SC Turbine Erfurt                                             | 51,37 s     |
| 3000 m Hindernis | Hagen Melzer SC Einheit Dresden                                            | 8:34,1 min  | Michael Klabuhn ASK Vorwärts Potsdam                                      | 8:34,4 min  | Andreas Garack SC Cottbus                                                   | 8:35,3 min  |
| 4 × 100 m        | SC Dynamo Berlin Frank Hollender Detlef Burdack Siegmar Lathan Jens Hübler | 40,07 s     | ASK Vorwärts Potsdam Uwe Barucha Christian Neubert Ingo Voge Frank Möller | 40,96 s     | BSG Tiefbau Cottbus Hagen Jurisch Sven Olm Kolata Heiko Stoppe              | 44,11 s     |
| 4 × 400 m        | SC Cottbus Michael Schneider Detlef Franz Jörg Hanniske Udo Bauer          | 3:10,0 min  | SC Turbine Erfurt Andreas Münch Thomas Gentzel Thomas Patze Ralf Hering   | 3:10,3 min  | SC DHfK Leipzig Andreas Neuber Enrico Becker Ralf-Peter Mischke Günter Ruth | 3:11,3 min  |
| Hochsprung       | Gerd Wessig SC Traktor Schwerin                                            | 2,30 m      | Henry Lauterbach SC Turbine Erfurt                                        | 2,27 m      | Uwe-Jens Austel SC Dynamo Berlin                                            | 2,18 m      |
| Stabhochsprung   | Axel Weber SC Motor Jena                                                   | 5,40 m      | Dieter Sickert SC Einheit Dresden                                         | 5,20 m      | Olaf Kasten SC DHfK Leipzig                                                 | 5,10 m      |
| Weitsprung       | Frank Paschek TSC Berlin                                                   | 7,92 m      | Peter Rieger ASK Vorwärts Potsdam                                         | 7,62 m      | Uwe Lange SC Dynamo Berlin                                                  | 7,61 m      |
| Dreisprung       | Klaus Hufnagel SC Magdeburg                                                | 16,34 m     | Romano Göhring SC Dynamo Berlin                                           | 16,11 m     | Axel Groß SC Empor Rostock                                                  | 16,08 m     |
| Kugelstoßen      | Udo Beyer ASK Vorwärts Potsdam                                             | 21,54 m     | Hans-Jürgen Jacobi SC Turbine Erfurt                                      | 21,25 m     | Matthias Schmidt SC Motor Jena                                              | 20,48 m     |
| Diskuswurf       | Wolfgang Schmidt SC Dynamo Berlin                                          | 68,24 m     | Hilmar Hoßfeld SC Turbine Erfurt                                          | 66,58 m     | Armin Lemme SC Magdeburg                                                    | 66,24 m     |
| Hammerwurf       | Roland Steuk TSC Berlin                                                    | 77,72 m     | Detlef Gerstenberg SC Dynamo Berlin                                       | 74,34 m     | Tobias Stopat SC Karl-Marx-Stadt                                            | 73,64 m     |
| Speerwurf        | Detlef Michel TSC Berlin                                                   | 88,68 m     | Gerald Weiß SC Traktor Schwerin                                           | 82,72 m     | Hans-Joachim Lange SC Chemie Halle                                          | 82,06 m     |
| Zehnkampf        | Dietmar Jentsch SC Cottbus                                                 | 7846 Punkte | Wolfgang Lindner ASK Vorwärts Potsdam                                     | 7697 Punkte | Gert Bienias SC Chemie Halle                                                | 7659 Punkte |

### Frauen

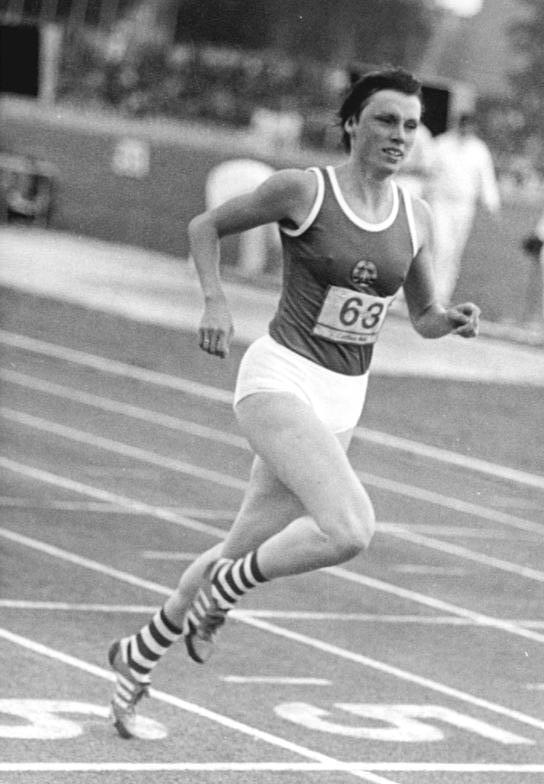
Bärbel Wöckel siegte auf der 200-m-Sprintstrecke mit der drittbesten je gelaufenen Zeit von 22,01 s.

| Disziplin    | Gold                                                                              | Gold        | Silber                                                                       | Silber      | Bronze                                                        | Bronze      |
| 0100 m       | Marlies Göhr SC Motor Jena                                                        | 10,79 s     | Bärbel Wöckel SC Motor Jena                                                  | 10,92 s     | Ingrid Auerswald SC Motor Jena                                | 10,93 s     |
| 0200 m       | Bärbel Wöckel SC Motor Jena                                                       | 22,01 s     | Gesine Walther SC Turbine Erfurt                                             | 22,55 s     | Kirsten Siemon SC Empor Rostock                               | 23,48 s     |
| 0400 m       | Marita Koch SC Empor Rostock                                                      | 49,55 s     | Christina Lathan SC Dynamo Berlin                                            | 50,70 s     | Gabriele Löwe SC Einheit Dresden                              | 50,99 s     |
| 0800 m       | Hildegard Ullrich SC Turbine Erfurt                                               | 1:57,5 min  | Martina Kämpfert TSC Berlin                                                  | 1:57,6 min  | Anita Weiß SC Neubrandenburg                                  | 1:58,3 min  |
| 1500 m       | Christiane Wartenberg SC Chemie Halle                                             | 4:05,6 min  | Hildegard Ullrich SC Turbine Erfurt                                          | 4:06,5 min  | Ulrike Bruns ASK Vorwärts Potsdam                             | 4:06,9 min  |
| 3000 m       | Katrin Dörre SC DHfK Leipzig                                                      | 9:40,7 min  | Kerstin Thielemann SC Cottbus                                                | 9:52,5 min  | Silvia Hendschke SC Traktor Schwerin                          | 10:14,7 min |
| 100 m Hürden | Johanna Klier SC Turbine Erfurt                                                   | 12,51 s     | Kerstin Claus SC DHfK Leipzig                                                | 12,56 s     | Gudrun Wakan SC Chemie Halle                                  | 13,24 s     |
| 400 m Hürden | Petra Pfaff SC Cottbus                                                            | 56,50 s     | Ellen Neumann SC Dynamo Berlin                                               | 57,08 s     | Brigitte Köhn SC Neubrandenburg                               | 57,10 s     |
| 004 × 100 m  | SC Einheit Dresden Gundy Preibisch Gudrun Niemtschke Mona Schäfer Evelyn Heinrich | 46,58 s     | BSG Tiefbau Cottbus Manuela Brün Kornelia Kuchling Sylvia Weber Silke Mocker | 48,09 s     | –                                                             | –           |
| 4 × 400 m    | SC Cottbus I Petra Pfaff Birgit Sonntag Kerstin Domke Kerstin Hennig              | 3:42,1 min  | SC Cottbus II Kristine Nitzsche Birgit Mauer Kerstin Thielemann Heike Hadert | 3:45,1 min  | BSG Tiefbau Cottbus Sylvia Weber Glaschek Manuela Brün Scholz | 3:56,4 min  |
| Hochsprung   | Rosemarie Ackermann SC Cottbus                                                    | 1,94 m      | Andrea Reichstein SC DHfK Leipzig                                            | 1,94 m      | Sylvia Hirschke SC Dynamo Berlin                              | 1,88 m      |
| Weitsprung   | Siegrun Siegl SC Turbine Erfurt                                                   | 6,73 m      | Sigrid Heimann SC Magdeburg                                                  | 6,67 m      | Brigitte Wujak SC Dynamo Berlin                               | 6,67 m      |
| Kugelstoßen  | Ilona Slupianek SC Dynamo Berlin                                                  | 22,34 m     | Marianne Adam SC Dynamo Berlin                                               | 20,63 m     | Ines Reichenbach SC Empor Rostock                             | 20,57 m     |
| Diskuswurf   | Evelin Jahl ASK Vorwärts Potsdam                                                  | 67,82 m     | Gisela Beyer ASK Vorwärts Potsdam                                            | 65,74 m     | Brigitte Michel TSC Berlin                                    | 65,00 m     |
| Speerwurf    | Ruth Fuchs SC Motor Jena                                                          | 67,46 m     | Ute Hommola SC Karl-Marx-Stadt                                               | 62,22 m     | Carola Fürst SC Cottbus                                       | 58,50 m     |
| Siebenkampf  | Anke Vater SC Neubrandenburg                                                      | 5890 Punkte | Gabriele Lößnitz SC DHfK Leipzig                                             | 5373 Punkte | Heidrun Geißler BSG Aufbau Hoyerswerda                        | 5315 Punkte |

1. ↑  Zu starker Rückenwind (3,3 m/s) verhinderte einen neuen Weltrekord im 100-Meter-Lauf.
2. ↑  Zu starker Rückenwind (3,2 m/s) verhinderte einen neuen DDR-Rekord im 100-Meter-Hürdenlauf.
Bei einem Einladungslauf 75 Minuten später, kam Johanna Klier bei zulässiger Windunterstützung mit 12,56 s zu ihrem DDR-Rekord.
3. ↑  Außer Konkurrenz starteten die Nationalteams: DDR I in 41,94 s mit Müller, Wöckel, Auerswald, Göhr und DDR II in 43,63 s mit Rabe, Walther, Lockhoff, Böhmer.

## Ausgelagerte Wettbewerbe
Wie üblich wurden aus zeitlichen oder organisatorischen Gründen verschiedene Wettbewerbe nicht im Rahmen der in Cottbus stattfindenden Hauptveranstaltung ausgetragen.
Terminkalender der ausgelagerten Wettbewerbe in chronologischer Reihenfolge:
- Crosslauf: 2 km Rundkurs in Neustrelitz, 23. März
- 20-km-Gehen: auf dem Inselgelände von Eisenhüttenstadt, 31. Mai
- Marathonlauf: auf dem Inselgelände von Eisenhüttenstadt, 1. Juni

### Männer
| Disziplin                      | Gold                               | Gold          | Silber                              | Silber        | Bronze                           | Bronze        |
| Marathon                       | Martin Schröder SC Magdeburg       | 2:16:17,0 min | Helfried Tannert SC Einheit Dresden | 2:18:16,0 min | Matthias Böckler SC Chemie Halle | 2:18:56,0 min |
| 20-km-Gehen                    | Karl-Heinz Stadtmüller TSC Berlin  | 1:22:24,5 h   | Jörg Pasemann SC Chemie Halle       | 1:24:17,8 h   | Steffen Müller SC Dynamo Berlin  | 1:24:57,3 h   |
| Crosslauf Mittelstrecke – 4 km | Frank Baumgartl SC Karl-Marx-Stadt | 11:46,3 min   | Norbert Brötzmann SC Magdeburg      | 11:57,7 min   | Hartmut Tronnier SC Magdeburg    | 12:01,5 min   |
| Crosslauf Langstrecke – 12 km  | Ralf Pönitzsch SC Karl-Marx-Stadt  | 35:58,0 min   | Hansjörg Kunze SC Empor Rostock     | 36:01,6 min   | Jörg Peter SC Einheit Dresden    | 36:41,7 min   |

### Frauen
| Disziplin      | Gold                         | Gold       | Silber                         | Silber     | Bronze                          | Bronze     |
| Crosslauf 2 km | Anita Weiß SC Neubrandenburg | 6:41,4 min | Ursula Sauer SC Turbine Erfurt | 6:43,3 min | Beate Liebich SC Turbine Erfurt | 6:44,2 min |

## Medaillenspiegel

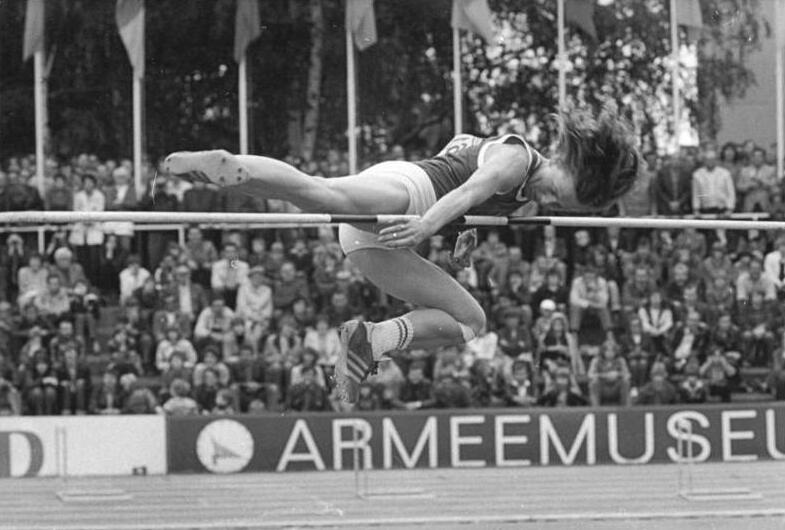
Rosemarie Ackermann gewann im Hochsprung vor heimischen Publikum ihren sechsten Meistertitel.

Der Medaillenspiegel umfasst die Medaillengewinner und -gewinnerinnen aller Wettbewerbe.
| Platz | Verein                          | Verein                 | Gold | Silber | Bronze | Gesamt |
| 01    | Logo vom SC Cottbus             | SC Cottbus             | 5    | 2      | 2      | 09     |
| 02    | Logo vom ASK Vorwärts Potsdam   | ASK Vorwärts Potsdam   | 4    | 8      | 2      | 14     |
| 03    | Logo vom SC Turbine Erfurt      | SC Turbine Erfurt      | 4    | 7      | 2      | 13     |
| 04    | Logo vom SC Dynamo Berlin       | SC Dynamo Berlin       | 4    | 5      | 6      | 15     |
| 05    | Logo vom SC Chemie Halle        | SC Chemie Halle        | 4    | 1      | 4      | 09     |
| 06    | Logo vom SC Motor Jena          | SC Motor Jena          | 4    | 1      | 2      | 07     |
| 07    | Logo vom TSC Berlin             | TSC Berlin             | 4    | 1      | 1      | 06     |
| 08    | Logo vom SC Einheit Dresden     | SC Einheit Dresden     | 3    | 2      | 2      | 07     |
| 09    |                                 | SC DHfK Leipzig        | 2    | 4      | 4      | 10     |
| 10    | Logo vom SC Karl-Marx-Stadt     | SC Karl-Marx-Stadt     | 2    | 4      | 2      | 08     |
| 11    | Logo vom SC Magdeburg           | SC Magdeburg           | 2    | 3      | 3      | 08     |
| 12    | Logo vom SC Neubrandenburg      | SC Neubrandenburg      | 2    | –      | 2      | 04     |
| 13    | Logo vom SC Empor Rostock       | SC Empor Rostock       | 1    | 2      | 3      | 06     |
| 14    | Logo vom SC Traktor Schwerin    | SC Traktor Schwerin    | 1    | 1      | 2      | 04     |
| 15    | kein Logo vorhanden             | BSG Tiefbau Cottbus    | –    | 1      | 2      | 03     |
| 16    | Logo der SG Dynamo Adlershof    | SG Dynamo Adlershof    | –    | –      | 1      | 01     |
| 16    | Logo der BSG Aufbau Hoyerswerda | BSG Aufbau Hoyerswerda | –    | –      | 1      | 01     |
|       | Total                           | Total                  | 42   | 42     | 41     | 125    |